# Pilão Arcado
Pilão Arcado är en kommun i Brasilien.   Den ligger i delstaten Bahia, i den östra delen av landet, 800 km nordost om huvudstaden Brasília. Antalet invånare är 32 815.
I omgivningarna runt Pilão Arcado växer huvudsakligen savannskog. Runt Pilão Arcado är det mycket glesbefolkat, med 2 invånare per kvadratkilometer.